# Yves-G. Préfontaine
 (mars 2024).
Si vous disposez d'ouvrages ou d'articles de référence ou si vous connaissez des sites web de qualité traitant du thème abordé ici, merci de compléter l'article en donnant les références utiles à sa vérifiabilité et en les liant à la section « Notes et références ».
Yves-G. Préfontaine, né le 21 mars 1947 à Mont-Saint-Hilaire, est un claveciniste, organiste et enseignant québécois.

## Biographie
Il fait des études classiques au Collège de Montréal et au Séminaire de Philosophie (B.A., Université de Montréal) ; il détient aussi un brevet d’enseignement spécialisé en musique (MEQ, École de musique Vincent-d’Indy) et d'un certificat en pédagogie audio-visuelle de l’Université de Montréal.
Il étudie au Conservatoire de musique de Montréal dans les classes d'orgue de Bernard Lagacé, Mireille Lagacé et de clavecin de Scott Ross, et obtient des premiers prix dans chacune de ces disciplines. Ensuite, il a l’occasion de perfectionner son apprentissage du clavecin à Amsterdam avec Gustav Leonhardt. Il se distingue aux concours du Collège Royal Canadien des Organistes et se voit décerner le Prix John-Robb en 1971.
Pendant quelques années, il travaille comme recherchiste et animateur à la radio de la chaîne culturelle de Radio-Canada de même qu’au réseau Télé-Média et à Radio Ville-Marie.
En 1984, il fonde le département de musique du Cégep Marie-Victorin de Montréal. Après l’avoir dirigé pendant dix ans, il y enseigne, le clavecin, la littérature musicale et le chant choral jusqu’en 2011[réf. souhaitée]. 
De 2003 à 2009, il assume la présidence des Amis de l’Orgue de Montréal. Il fut aussi membre des conseils d’administration de LAUDEM (l’Association des musiciens liturgiques du Canada) et de la société de concert « Le Clavier d’autrefois ».
En 1965, il est nommé titulaire du nouvel orgue néo-baroque Casavant du sanctuaire Marie-Reine-des-Cœurs à Montréal, conjointement avec Bernard Lagacé. Depuis 1994, il assume également les postes de maître de chapelle et titulaire de l’orgue de type classique français Guilbault-Thérien du Grand Séminaire de Montréal. 
Durant quelques années il a coanimé l'Académie d'été d'orgue "Orgue et Cimes" à Finhaut dans le Valais, en Suisse, et enseigne désormais à l'Académie Orgueval dans le canton de Vaud.
Très actif sur la scène musicale montréalaise, Yves-G. Préfontaine a joué pour la plupart des organismes de promotion de l’orgue et festivals au Québec, en Ontario, en Alberta, au Nouveau-Brunswick, de même qu’aux États-Unis, en Belgique, en Allemagne et en Suisse où il se produit régulièrement. En France, on a pu l’entendre aux tribunes de Notre-Dame de Paris, de la Primatiale de Lyon, de la cathédrale de Nîmes, de St-Rémy-de-Provence, ainsi qu’aux claviers des orgues historiques de Souvigny, St-Maximin-de-Provence, St-Guilhelm-le-Désert, Forcalquier et Saint-Martin de Seurre. 
Tant à l’orgue qu’au clavecin, il a l’occasion de se joindre à de prestigieuses formations québécoises, dont I Musici de Montréal et l’Orchestre baroque de Montréal.

## Réalisations
Parmi ses réalisations les plus marquantes, il faut compter la présentation au public montréalais de l’intégrale des œuvres pour clavier de François Couperin en douze récitals (1991-1993), ainsi que les œuvres de Jean-Henry d’Anglebert et de Jean-Philippe Rameau. 
Depuis 1994, il organise tous les dimanches d’octobre, le « Festival des Couleurs de l’Orgue Français », une série très prisée de récitals par des organistes québécois et d’ailleurs sur l’orgue classique français Guilbault-Thérien de la chapelle du Grand Séminaire de Montréal.
En mai 2012, il inaugure une autre série de récitals « L’Orgue en mai », présentés tous les vendredis midi du mois de mai à l’orgue Casavant du Sanctuaire Marie-Reine-des-Cœurs dans l’Est de Montréal.

## Enregistrements
- Noëls de Dandrieu et Balbastre. Yves-G. Préfontaine, orgue Casavant du Sanctuaire Marie-Reine-des-Cœurs, Montréal. Hélios S-110604 (1982).

- Byrd, Balbastre, Couperin et Dandrieu «À la guerre comme à la guerre! Quand le clavecin prend les armes!». Yves-G. Préfontaine, clavecin d’après Andreas Ruckers / clavecin d’après Hemsch par Yves Beaupré. Hélios S-110605 (1984).

- François Couperin à l’orgue et au clavecin. Yves-G. Préfontaine, orgue Guilbault-Thérien du Grand Séminaire de Montréal, clavecin d’après Hemsch par Yves Beaupré. HÉLIOS S-110603 (1991).

- J. S. Bach, Motets. Le Chœur Classique de Montréal, dir. Marthe Lacasse, Yves-G. Préfontaine, orgue positif. Analekta Fl 2 3001 (1995).

- Marpourg. Pièces de clavecin. Yves-G. Préfontaine, clavecin d’après Hemsch par Yves Beaupré. ATMA Classique ACD 2 2119 (1996, rééd. 2007).

- Magnificat: Deux siècles de versets pour orgue en France : œuvres de Pierre Attaingnant, Nicolas Geoffroy, Jean-François Dandrieu, Jehan Titelouze, Louis-Nicolas Clérambault, et un extrait du Livre d’Orgue de Montréal. Yves-G. Préfontaine, orgue Guilbault-Thérien du Grand Séminaire de Montréal, avec Jean-Pierre Couturier, baryton. ATMA ACD 2 2120 (1996).

- Gaspard Corrette : Messe du 8e ton pour l’orgue à l’usage des dames religieuses. Yves-G. Préfontaine, Les Chantres du Roy, orgue Julien Tribuot de l’église Saint-Martin de Seurre (France). ATMA ACD 2 2345

- Jehan Titelouze : Les Hymnes. Yves-G. Préfontaine, Les Chantres du Roy, orgue Julien Tribuot de l’église Saint-Martin de Seurre (France). ATMA ACD 2 2558 (2009).

- Jacques Duphly : Pièces de clavecin, Yves-G. Préfontaine, clavecin d’après Hemsch par Yves Beaupré. ATMA Classique ACD2 2716 (2015).

- 1753. Œuvres du Livre d'Orgue de Montréal, Lebègue, Nivers, Marchand et d'Anglebert. Orgue Juget-Sinclair op. 35 de la Chapelle du Musée de l'Amérique francophone, Québec. ATMA Classique ACD2 2717 (2106).

### Sur YouTube
- YouTube Extrait du récital donné dans le cadre du Festival des Couleurs de l’Orgue Français, le 2 octobre 2011, en la chapelle du Grand Séminaire de Montréal.
- YouTube Visite de l’orgue classique français (Guilbault-Thérien, opus 35, 1990) du Grand Séminaire de Montréal avec le titulaire Yves-G. Préfontaine.
- Haendel. Messiah. How beautiful are the feet of them
- Haendel. Messiah. For Unto Us a Child is Born La chorale du Département de musique du Cégep Marie-Victorin chante deu extraits du Messie de G. F. Hændel sous la direction de Yves-G. Préfontaine, avec Monique Pagé, soprano, Jean-François Daignault, alto, Patrick Mallette, basse, Tanya Laperrière, violon, Yves Lussier, trompette, Hélène Panneton à l’orgue de l’église St-Viateur d’Outremont.